# 6362 Туніс
6362 Туні́с (6362 Tunis) — астероїд головного поясу, відкритий 19 травня 1979 року.
Тіссеранів параметр щодо Юпітера — 3,088.